# Игараси, Такуя
Такуя Игараси (яп. 五十嵐 卓哉 Игараси Такуя, род. 21 декабря 1965) — японский аниме-режиссёр. Иногда использует псевдоним Дзюго Кадзаяма (яп. 風山 十五 Кадзаяма Дзю:го). Двукратный обладатель премии аниме журнала Newtype (2017, 2018).

## Биография
Начал карьеру в индустрии аниме в начале 1990-х годов в студии Toei Animation, где на протяжении четырёх лет выступал как режиссёр эпизодов в сериале «Сейлор Мун», после чего был назначен главным режиссёром 5-го, заключительного сезона сериала. Позже участвовал под псевдонимом Дзюго Кадзаяма в работе над аниме «Юная революционерка Утэна», где испытал сильное влияние классика жанра сёдзё Кунихико Икухары, сказавшееся на дальнейшем творчестве Игараси. После «Юной революционерки» в начале и середине первого десятилетия XXI века в основном работал с Toei Animation как режиссёр сериала Magical DoReMi, где, сменив Дзюнъити Сато, способствовал смещению тематических акцентов в последних сезонах. Следующим проектом Игараси стал сериал Ashita no Nadja.
После ухода с стал одним из ведущих режиссёров студии Bones, где перешёл от сёдзё к другим жанрам, сняв, в частности, сериалы Star Driver, Soul Eater и «Проза бродячих псов». За «Прозу бродячих псов» дважды подряд (в 2017 и 2018 годах) становился лауреатом премии аниме журнала Newtype как лучший режиссёр года.
Работает в многочисленных жанрах аниме, включая сёдзё, сёнэн и меха, хотя присущий сёдзё стиль накладывает отпечаток и на работы режиссёра в других жанрах. Для работ Игараси характерны тонкие театральные оттенки и элементы постановочности, включая сложное освещение и эффект ломки четвёртой стены. Работы Игараси менее метафоричны, чем у Икухары, но он заимствует отдельные повторяющиеся образы из творчества учителя — в частности, использование силуэтов и тёмно-красного фона для передачи боли и ужаса. В Ashita no Nadja Игараси обращается к эстетике аниме 1970-х годов World Masterpiece Theater.

## Аниме

### Режиссёр
- «Сейлор Мун» (сезон 5) (1996—1997)
- Ojamajo Doremi (совместно с Дзюнъити Сато, 1999—2000)
- Ashita no Nadja (2003—2004)
- «Гостевой клуб лицея Оран» (2006)
- Soul Eater (2008—2009)
- Star Driver: Kagayaki no Takuto (2010—2011)
- Captain Earth (2014)
- «Проза бродячих псов» (2016—н. в.)

### Участие в работе
- Kingyo Chuiho! (1991—1992)
- «Юная революционерка Утэна» (1997)
- Konjiki no Gash!! (2003—2006)
- Futari wa Pretty Cure (2004)
- «Знаток муси» (2005—2006)
- «Дореми: В поисках волшебства» (2020)